# Molophilus (Molophilus) ductilis
Molophilus (Molophilus) ductilis is een tweevleugelige uit de familie steltmuggen (Limoniidae). De soort komt voor in het Neotropisch gebied.